# إبراهيم بن طهمان
إبراهيم بن طهمان ( ؟ ـ 784م). أبو سعيد إبراهيم بن طهمان بن شعبة الهروي، إمام وعالم حديث من خراسان، نزيل نيسابور، ثم مكة المكرمة.
ولد بهرات، وسكن نيسابور، وقدم بغداد وحدث بها، ثم سكن مكة حتى وفاته بها. روى عن أيوب السختياني، والأعمش، والثوري وعطاء بن السائب وآخرين، وحدَّث عنه: عبد الله بن المبارك، وعبد الرحمن بن مهدي، وآخرون. وثَّقه أحمد بن حنبل، وأبوحاتم، وابن المبارك، وغيرهم .كان أنبل من حدّث بخراسان، والعراق، والحجاز.
كما أثنى عليه إذ قال الخطيب البغدادي: "هو من ثقات الأئمة وقد تفرد عن الثقات بأشياء معضلة، وروى له الجماعة". وتكلم فيه للإرجاء، ويقال: رجع عنه.

## مصنفاته
1. مشيخة ابن طهمان وهو مطبوع.
2. تفسير القرآن[4]

## وفاته
توفي بمكة.